# Copa del Rey de voleibol 2021
La LXXI edición de la Copa de S.M. el Rey de voleibol tuvo lugar en el Centro Insular de Deportes de Las Palmas de Gran Canaria entre el 5 y el 7 de febrero de 2021, torneo cuya organización estuvo a cargo del Club Voleibol Guaguas, que a la postre resultó ganador del torneo imponiéndose al Urbia Voley Palma. El opuesto argentino Pablo Kukartsev fue considerado MVP del torneo.

## Sistema de competición
La primera fase se lleva a cabo durante la primera ronda de la liga regular de la Superliga. Los 7 equipos con mayor número de puntos y el organizador se clasifican para disputar dicha competición. Los cruces de cuartos de final se determinan por la clasificación final de esa primera vuelta.
Una vez dentro, los equipos se citan para alcanzar una posición en las semifinales y luego los equipos se enfrentan para conocer quien estará en la final. Un último partido donde el vencedor, se proclamará campeón de la competición oficial.
Los cuartos de final se disputaron el viernes 5 y las semifinales el sábado 6. La gran final por ver quién sucedía al CV Teruel como campeón de la Copa del Rey se llevó a cabo el domingo 7 de febrero.

## Elección de la sede
El lugar donde tendrá lugar la Copa del Rey no se conoció hasta finales del mes de diciembre. Tras llevarla a Palma de Mallorca, se buscaba un nuevo emplazamiento que estuviera a la altura de la organización de una competición de estas características, pero que, sobre todo, cumpliera con todas las medidas sanitarias para su correcta organización teniendo en cuenta la situación de la Pandemia de COVID-19 que llevaba azotando el mundo desde hacía ya casi un año.
Finalmente, el Club Voleibol Guaguas anunciaba que iba a ser el anfitrión de la edición que se disputaría en el año 2021 siendo la sede en el Centro Insular de Deportes de Las Palmas de Gran Canaria. Una noticia que levantó cierta expectación ya que volvía esta competición a las Islas Canarias después de 25 años sin hacerlo. Así rezaba el comunicado que publicó el club en su página web oficial:

El CV Guaguas será el anfitrión de la Copa del Rey 2021, 21 de diciembre de 2020.
El Centro Insular de los Deportes y Las Palmas de Gran Canaria han sido los escenarios escogidos para albergar el torneo del K.O entre el 5 y el 7 de febrero
Tras 25 años de ausencia, Las Palmas de Gran Canaria vuelve a convertirse en el lugar donde se va a vivir el torneo más espectacular del voleibol masculino nacional. La Copa del Rey regresa a la capital grancanaria y lo hace con el CV Guaguas ejerciendo como anfitrión de un torneo que se disputará entre el 5 y el 7 de febrero en el Centro Insular de los Deportes.

Esta edición, la XLIVI del torneo del K.O, contará con la presencia de los 8 mejores clasificados al acabar la primera vuelta de la Superliga Masculina de Voleibol.

## Equipos participantes
Organizador:
- Club Voleibol Guaguas

Equipos de esta edición:
- Club Voleibol Teruel
- Unicaja Costa de Almería
- Urbia Voley Palma
- Conectabalear Manacor
- Club Voleibol Melilla
- Cabo de Cruz Boiro Voleibol
- Club Voleibol Ibiza

## Cuadro de la Copa
|  | Cuartos de final | Cuartos de final            | Cuartos de final | Cuartos de final      | Cuartos de final | Cuartos de final | Cuartos de final |                       |    | Semifinales | Semifinales | Semifinales | Semifinales | Semifinales | Semifinales | Semifinales |                   |    | Final | Final | Final | Final | Final | Final | Final |  |
|  |                  |                             |                  |                       |                  |                  |                  |                       |    |             |             |             |             |             |             |             |                   |    |       |       |       |       |       |       |       |  |
|  |                  |                             |                  |                       |                  |                  |                  |                       |    |             |             |             |             |             |             |             |                   |    |       |       |       |       |       |       |       |  |
|  | 3                | Club Voleibol Teruel        | 25               | 25                    | 25               |                  |                  |                       |    |             |             |             |             |             |             |             |                   |    |       |       |       |       |       |       |       |  |
|  | 3                | Club Voleibol Teruel        | 25               | 25                    | 25               |                  |                  |                       |    |             |             |             |             |             |             |             |                   |    |       |       |       |       |       |       |       |  |
|  | 0                | Club Voleibol Ibiza         | 20               | 18                    | 22               |                  |                  |                       |    |             |             |             |             |             |             |             |                   |    |       |       |       |       |       |       |       |  |
|  | 0                | Club Voleibol Ibiza         | 20               | 18                    | 22               |                  | 1                | Club Voleibol Teruel  | 17 | 25          | 23          | 22          |             |             |             |             |                   |    |       |       |       |       |       |       |       |  |
|  |                  |                             |                  |                       |                  |                  |                  | Club Voleibol Teruel  | 17 | 25          | 23          | 22          |             |             |             |             |                   |    |       |       |       |       |       |       |       |  |
|  |                  |                             | 3                | Urbia Voley Palma     | 25               | 19               | 25               | 25                    |    |             |             |             |             |             |             |             |                   |    |       |       |       |       |       |       |       |  |
|  | 3                | Urbia Voley Palma           | 3                | Urbia Voley Palma     | 25               | 19               | 25               | 25                    | 25 | 25          | 25          |             |             |             |             |             |                   |    |       |       |       |       |       |       |       |  |
|  | 3                | Urbia Voley Palma           |                  |                       |                  |                  |                  |                       |    |             |             |             |             |             |             |             |                   |    |       |       |       |       |       |       |       |  |
|  | 0                | Club Voleibol Manacor       | 18               | 20                    | 17               |                  |                  |                       |    |             |             |             |             |             |             |             |                   |    |       |       |       |       |       |       |       |  |
|  | 0                | Club Voleibol Manacor       | 18               | 20                    | 17               |                  |                  |                       |    |             |             |             |             |             |             | 0           | Urbia Voley Palma | 20 | 15    | 14    |       |       |       |       |       |  |
|  |                  |                             |                  |                       |                  |                  |                  |                       |    |             |             |             |             |             |             |             | Urbia Voley Palma | 20 | 15    | 14    |       |       |       |       |       |  |
|  |                  |                             | 3                | Club Voleibol Guaguas | 25               | 25               | 25               |                       |    |             |             |             |             |             |             |             |                   |    |       |       |       |       |       |       |       |  |
|  | 3                | Club Voleibol Guaguas       | 3                | Club Voleibol Guaguas | 25               | 25               | 25               | 25                    | 25 | 25          |             |             |             |             |             |             |                   |    |       |       |       |       |       |       |       |  |
|  | 3                | Club Voleibol Guaguas       |                  |                       |                  |                  |                  |                       |    |             |             |             |             |             |             |             |                   |    |       |       |       |       |       |       |       |  |
|  | 0                | Cabo de Cruz Boiro Voleibol | 18               | 13                    | 17               |                  |                  |                       |    |             |             |             |             |             |             |             |                   |    |       |       |       |       |       |       |       |  |
|  | 0                | Cabo de Cruz Boiro Voleibol | 18               | 13                    | 17               |                  | 3                | Club Voleibol Guaguas | 25 | 25          | 25          |             |             |             |             |             |                   |    |       |       |       |       |       |       |       |  |
|  |                  |                             |                  |                       |                  |                  |                  | Club Voleibol Guaguas | 25 | 25          | 25          |             |             |             |             |             |                   |    |       |       |       |       |       |       |       |  |
|  |                  |                             | 0                | Club Voleibol Almería | 21               | 20               | 23               |                       |    |             |             |             |             |             |             |             |                   |    |       |       |       |       |       |       |       |  |
|  | 3                | Club Voleibol Almería       | 0                | Club Voleibol Almería | 21               | 20               | 23               | 25                    | 20 | 10          | 25          | 15          |             |             |             |             |                   |    |       |       |       |       |       |       |       |  |
|  | 3                | Club Voleibol Almería       |                  |                       |                  |                  |                  |                       |    |             |             | 15          |             |             |             |             |                   |    |       |       |       |       |       |       |       |  |
|  | 2                | Club Voleibol Melilla       | 22               | 25                    | 25               | 21               | 10               |                       |    |             |             |             |             |             |             |             |                   |    |       |       |       |       |       |       |       |  |
|  | 2                | Club Voleibol Melilla       | 22               | 25                    | 25               | 21               | 10               |                       |    |             |             |             |             |             |             |             |                   |    |       |       |       |       |       |       |       |  |
|  |                  |                             |                  |                       |                  |                  |                  |                       |    |             |             |             |             |             |             |             |                   |    |       |       |       |       |       |       |       |  |

| Predecesor: Copa del Rey 2020 Palma de Mallorca | Copa del Rey 2021 Las Palmas de Gran Canaria | Sucesor: Copa del Rey 2022 Las Palmas de Gran Canaria |